# 八女古墳群
座標: 北緯33度13分58秒 東経130度34分09秒 / 北緯33.23278度 東経130.56917度

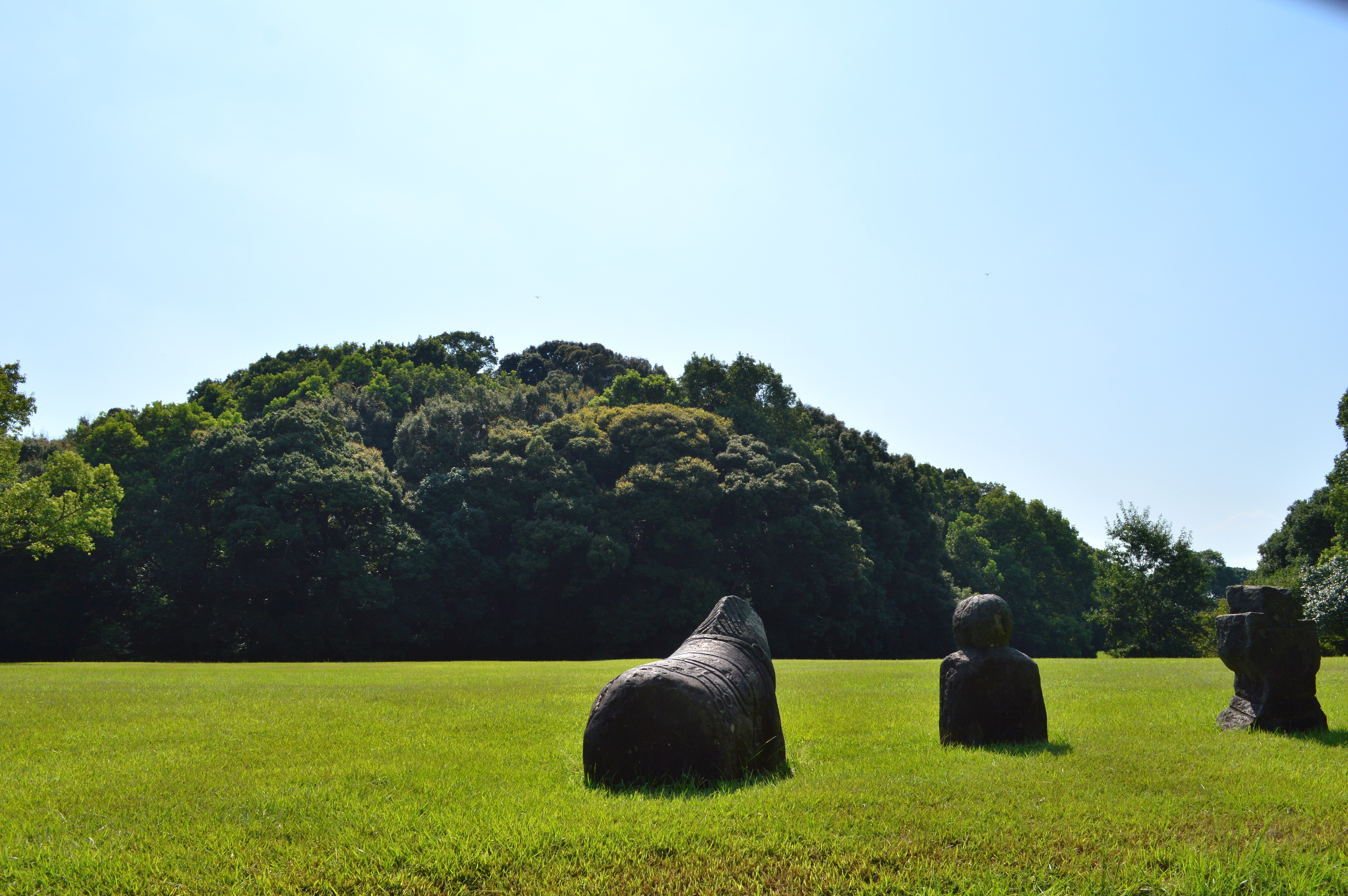
岩戸山古墳

八女古墳群（やめこふんぐん）は、福岡県八女市、八女郡広川町、筑後市にある古墳群である。

## 概要
八女丘陵には4世紀から7世紀にかけて築造された古墳約300基が存在する。これらは古代の北部九州に勢力をもっていた豪族・筑紫君磐井とその一族の墳墓と考えられている。筑紫君磐井は527年に「磐井の乱」を起こした。これはヤマト政権に対する北部九州の豪族の一種の独立戦争だったとする見方もある。
八女丘陵では、4世紀は方形周溝墓や円形周溝墓の時代で、前方後円墳はまだみられない。八女古墳群最古の前方後円墳とみられるのは石人山古墳（5世紀前半）である。これは年代的に筑紫君磐井の祖父の墓と推定されている。当地の古墳には埴輪ではなく「石人石馬」と総称される石造物を立てるのが特色であるが、石人山古墳にも武装石人が立てられている。5世紀後半の前方後円墳としては欠塚古墳があるが、規模はやや小さく、首長墓というよりは郷長クラスの墓とみられる。6世紀前半には八女最大の前方後円墳であり、筑紫君磐井の墓に比定される岩戸山古墳が造られる。墳長170メートルという、八女地方のみならず北部九州でも最大規模の古墳で、畿内でもこれを上回る規模の古墳は大王墓しかない。時期的にこれに続くのが善蔵塚古墳、乗場古墳などである。八女における最後の前方後円墳とみられるのが鶴見山古墳で、これは磐井の息子の葛子の世代の墓とみられる。6世紀後半の早い時期に前方後円墳は姿を消し、以後は円墳の時代となる。磐井一族の最後の古墳とみられる童男山1号墳は径48メートルの大型円墳で、巨石を積み上げた横穴式石室が特色である。
1922年3月8日に乗場古墳が国の史跡に指定。その後岩戸山古墳、石人山古墳、善蔵塚古墳、弘化谷古墳が別件で史跡に指定。1978年3月24日付けで上記5件の史跡を統合し、未指定の古墳3基（丸山塚古墳、丸山古墳、茶臼塚古墳）を追加指定したうえで、全体の指定名称を「八女古墳群」に改めた。

## 古墳一覧
国の史跡「八女古墳群」は、以下の古墳で構成される。
- 乗場古墳（のりばこふん）
- 石人山古墳（せきじんざんこふん）
- 岩戸山古墳（いわとやまこふん）
- 善蔵塚古墳（ぜんぞうづかこふん）
- 弘化谷古墳（こうかだにこふん）
- 丸山塚古墳（まるやまづかこふん）
- 丸山古墳（まるやまこふん）
- 茶臼塚古墳（ちゃうすづかこふん）